# 名もなき生涯
『名もなき生涯』（なもなきしょうがい、A Hidden Life）は、2019年のアメリカ合衆国・ドイツの伝記映画。テレンス・マリック監督。出演はアウグスト・ディール、ヴァレリー・パフナーら。また、ミカエル・ニクヴィスト、ブルーノ・ガンツはこれが遺作となった。
第二次世界大戦中、ナチス・ドイツに併合されたオーストリアを舞台に、良心的兵役拒否の立場から度重なる従軍命令とナチスの軍門に降った教会の指示に従わず、ひたすらに自分の信念と妻や娘への愛に生き、36歳で処刑された実在の農夫フランツ・イェーガーシュテッターの生涯を描く。イェーガーシュテッターは、カトリック教会の殉教者であり、福者である。
第72回カンヌ国際映画祭コンペティションに出品され、エキュメニカル審査員賞とフランソワ・シャレ賞を受賞した。
なお、本作をアメリカで配給を担当したフォックス・サーチライト・ピクチャーズは2020年1月17日に社名をサーチライト・ピクチャーズに変更した。そのため、本作がフォックス・サーチライト・ピクチャーズ名義で配給を担当した最後の映画作品となった。

## ストーリー
1939年、オーストリアの美しい山あいの村。ここで農業を営む敬虔なカトリック教徒フランツは、妻ファニや3人の娘たちと穏やかな生活を送っている。
ある日、フランツの元に召集令状が届くが、彼は「罪なき人を殺せない」と言い、ヒトラーへの忠誠を拒み兵役を拒否する。
司祭は「銃殺刑になるから家族のためにも考え直せ」と言い、司教は「神が与えた自由意志、祖国への義務がある。上に立つ権威に従え」と本心を言わない。
フランツの噂は村中に広まり、村人からは危険人物のように見られ、裏切り者と言われ、一家して孤立を深めていく。しかし彼の決意は固く、ファニもその意志を支える覚悟を決める。
1943年3月、フランツは軍部基地に出頭し、忠誠宣誓を拒否したため直ちに収監される。司祭は「抵抗して何になる。得るものはない」と諭し、弁護士は「病院の雑用係にでも」と“形式的な妥協”を勧めるが、「過ちだと信じていることは出来ない」と頑なに拒否する。
軍事法廷で死刑の判決が出る。ファニは弁護士や司祭と共に面会し、執行猶予申請を持ち掛けるが拒否され、夫の決意の固さを知ったファニは「愛している。正義を貫いて欲しい」と受け入れる。
同年8月、刑が執行され、村には鐘の音が響き渡り村人たちは彼のために祈りを捧げた。もはや誰も彼を“裏切り者”と呼ぶことはない。

## キャスト
※括弧内は日本語吹替声優。
- フランツ・イェーガーシュテッター: アウグスト・ディール（宮本充）
- フランチスカ・イェーガーシュテッター: ヴァレリー・パフナー（ドイツ語版）（朴璐美）
- ヘルダー大尉: マティアス・スーナールツ（森田順平）
- ヨゼフ・フライサー司教: ミカエル・ニクヴィスト（菅生隆之）
- シュレーゲル少佐: ユルゲン・プロホノフ
- ルーベン判事: ブルーノ・ガンツ（小島敏彦）
- キール少佐: マルティン・ヴトケ
- レジー: マリア・シモン（ドイツ語版）（上田晴美）
- ヴァルトラント: フランツ・ロゴフスキ
- フェルディナンド・フュルタウアー司祭: トビアス・モレッティ（ドイツ語版）
- ローレンツ・シュヴァニンガー: ウルリッヒ・マテス
- 村長: カール・マルコヴィックス

## 作品の評価
Rotten Tomatoesによれば、批評家の一致した見解は「野心的で視覚的に魅力的な『名もなき生涯』は、ファンでない者には不可解なものになっているかもしれないが、マリックの波長に合う観客にとっては彼の天才性を更に確認するだけのものであるはずだ。」であり、230件の評論のうち高評価は81%にあたる186件で、平均点は10点満点中7.4点となっている。
Metacriticによれば、43件の評論のうち、高評価は36件、賛否混在は7件、低評価はなく、平均点は100点満点中78点となっている。